# The Hunger Games: Mockingjay - Part 1
The Hunger Games: Mockingjay – Part 1 is een Amerikaanse sciencefictionfilm uit 2014. De film is gebaseerd op het boek Spotgaai van Suzanne Collins. Het is de derde film in De Hongerspelentrilogie.

## Plot
Na de vorige film is Katniss (Jennifer Lawrence) naar het grimmige en vergeten District 13 gebracht, waar men druk bezig is met de revolutie tegen het dictatoriale regime van het Capitool. Maar omdat nog niet alle districten van Panem zich tegen het Capitool keren, moet men ze door middel van propagandafilmpjes die uitgezonden worden op de landelijke televisie overtuigen. Tijdens de opnamen van een propagandafilm in District 8 wordt er daar een ziekenhuis gebombardeerd. Ondertussen is de revolutie in volle gang en laten de rebellen een dam in District 5 exploderen, zodat de stroom in het Capitool uitvalt. Uiteindelijk worden Peeta (Josh Hutcherson), Johanna (Jena Malone) en Annie (Stef Dawson), oude tributen van de Hongerspelen die gevangen en gemarteld werden in het Capitool, bevrijd en naar District 13 gebracht. Wanneer Katniss eenmaal Peeta gaat opzoeken, probeert hij haar te doden. Later blijkt dat Peeta door het Capitool gehersenspoeld is, zodat wanneer hij Katniss ziet, hij haar wil doden.

## Rolverdeling
| Acteur                 | Personage                 |
| ---------------------- | ------------------------- |
| Jennifer Lawrence      | Katniss Everdeen          |
| Josh Hutcherson        | Peeta Mellark             |
| Liam Hemsworth         | Gale Hawthorne            |
| Woody Harrelson        | Haymitch Abernathy        |
| Elizabeth Banks        | Effie Prul                |
| Philip Seymour Hoffman | Plutarch Heavensbee       |
| Stanley Tucci          | Caesar Flickerman         |
| Julianne Moore         | President Alma Coin       |
| Donald Sutherland      | President Coriolanus Snow |
| Willow Shields         | Primrose Everdeen         |
| Paula Malcomson        | Katniss' moeder           |
| Sam Claflin            | Finnick Odair             |
| Stef Dawson            | Annie Cresta              |
| Jeffrey Wright         | Beetee                    |
| Jena Malone            | Johanna Mason             |
| Meta Golding           | Enobaria                  |
| Natalie Dormer         | Cressida                  |
| Gwendoline Christie    | Commandant Lyme           |
| Patina Miller          | Commandant Paylor         |
| Mahershala Ali         | Boggs                     |
| Wes Chatham            | Castor                    |
| Elden Henson           | Pollux                    |
| Nelson Ascencio        | Flavius                   |
| Brooke Bundy           | Octavia                   |
| Robert Knepper         | Antonius                  |

## Achtergrond

### Productie
In juli 2012 werd door Lionsgate aangekondigd dat het verhaal Mockingjay in twee film delen wordt uitgebracht, waarvan het eerste deel zal uitkomen in het najaar van 2014. In november 2012 werd bekend dat Francis Lawrence, de regisseur van The Hunger Games: Catching Fire zal terugkeren in zowel de derde film als de vierde film. In december 2012 kondigde Danny Strong aan dat hij scenario van Mockingjay – Part 1 en Part 2 zal schrijven. In augustus 2013 werd bekend dat de actrice Stef Dawson weer heeft aangesloten bij de cast en de rol Annie Cresta zal spelen, en in september 2013 sloot Julianne Moore bij de cast aan voor de rol van president Alma Coin. De opnames van de film begonnen in september 2013 tot medio december 2013 in onder meer Atlanta en Rockmart in de staat Georgia, en werd in die periode zowel Part 1 als Part 2 opgenomen. Philip Seymour Hoffman die de rol van Plutarch Heavensbee speelt in de film, overleed op 2 februari 2014 in New York. Lionsgate verklaarde dat de scènes met Hoffman voor zijn dood zijn afgerond. Het totale budget van beide delen Mockingjay bedroeg $ 250 miljoen dollar (€179.000.000).

### Muziek
De filmmuziek werd gecomponeerd door James Newton Howard. Deze muziek werd door Republic Records uitgebracht op een soundtrackalbum. Ook werd er een soundtrackalbum uitgebracht met muziek van diverse artiesten.

## Ontvangst
De film werd duidelijk minder goed ontvangen dan de twee voorgaande Hunger Games films. Op Rotten Tomatoes kreeg de film 65% aan positieve reviews en een gemiddelde score van 6.3/10, gebaseerd op 230 reviews. Op Metacritic kreeg de film een gemiddelde score van 64/100, gebaseerd op 44 reviews. Volgens critici waren de acteerprestaties zeer goed maar had de film te weinig actie en inhoud. Dit kwam vooral doordat het relatief korte boek waarop de film gebaseerd is in twee delen werd gesplitst.